# Hygrolembidium heteromorphum
Hygrolembidium heteromorphum là một loài rêu tản trong họ Lepidoziaceae. Loài này được (Lehm.) Grolle miêu tả khoa học lần đầu tiên năm 1971.